# Charles Abbott, 3. Baron Tenterden

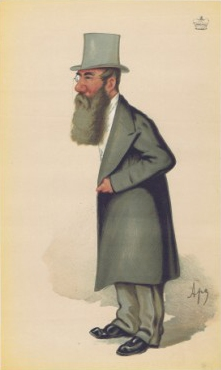
Charles Abbott, 3. Baron Tenterden (Karikatur von Carlo Pellegrini in der Zeitschrift Vanity Fair vom 17. August 1878).

Charles Stuart Aubrey Abbott, 3. Baron Tenterden, KCB (* 26. Dezember 1834 in London; † 22. September 1882) war ein britischer Diplomat und Politiker. Er war von 1870 bis 1882 Mitglied des House of Lords und von 1873 und 1882 als Ständiger Unterstaatssekretär (Permanent Under-Secretary for Foreign Affairs) höchster Beamter im Außenministerium.

## Leben
Charles Stuart Aubrey Abbott war der Sohn des Hon. Charles Abbott (1803–1838) aus dessen Ehe mit Emily Frances Stuart († 1886). Während sein Großvater väterlicherseits der Lord Chief Justice Charles Abbott, 1. Baron Tenterden (1762–1832) war, war sein Großvater väterlicherseits der Rear-Admiral Lord George Stuart (1780–1841). Er selbst besuchte zwischen 1848 und 1853 das renommierte 1440 gegründete Eton College und trat daraufhin 1854 unter der Förderung von Außenminister George Villiers, 4. Earl of Clarendon in den diplomatischen Dienst (His Majesty’s Diplomatic Service) ein.
Beim Tod seines Onkels John Henry Abbott, 2. Baron Tenterden, erbte er am 10. April 1870 dessen britischen Adelstitel als 3. Baron Tenterden, of Hendon in the County of Middlesex, wodurch er bis zu seinem Tod 1882 Mitglied des House of Lords war. Er war als Nachfolger von Sir Odo Russell zwischen 1871 und seiner Ablösung durch Sir Thomas Villiers Lister 1873 Assistierender Unterstaatssekretär im Außenministerium (Assistant Under-Secretary for Foreign Affairs) und befasste sich dabei unter anderem mit der sogenannten „Alabamafrage“, ein Konflikt zwischen dem Vereinigten Königreich und den Vereinigten Staaten nach dem Ende des Sezessionskriegs. Namensgebend war ein Kaperschiff der Südstaaten, die Alabama und die USA machten geltend, dass Großbritannien für die Schäden haftbar sei, die die Kaperschiffe der Südstaaten verursacht hätten, soweit sie in Großbritannien ausgerüstet und bemannt worden waren. Die Streitfrage wurde zeitweise so gefährlich, dass Kriegsgefahr bestand. Im Februar 1871 einigten sich die beiden Mächte, den Konflikt vor ein internationales Schiedsgericht zu bringen. Diese Vereinbarung wurde am 8. Mai 1871 im Vertrag von Washington unterzeichnet. Am 14. September 1872 wurde im Genfer Schiedsspruch eine Einigung erzielt. Die USA verzichteten auf die Erstattung der indirekten Schäden, Großbritannien erkannte das Prinzip an, dass ein neutrales Land eine Sorgfaltspflicht in Bezug auf in seinen Häfen ausgerüstete Schiffe habe und für Schäden haftbar sei, die einer kriegsführenden Nation zugefügt werden. Die Entschädigung wurde auf 15,5 Millionen Dollar in Gold festgelegt.
1873 wurde Charles Abbott, 3. Baron Tenterden, Nachfolger von Sir Edmund Hammond als Ständiger Unterstaatssekretär im Außenministerium (Permanent Under-Secretary for Foreign Affairs). Er war damit der ranghöchste Beamte des Außenministeriums und bekleidete dieses Amt bis zu seinem Tod 1882, woraufhin Sir Julian Pauncefote seine Nachfolge antrat. Am 29. Juli 1878 wurde er als Knight Commander des Order of the Bath (KCB) ausgezeichnet.

## Ehen und Nachkommen
Abbott war zwei Mal verheiratet. Am 2. August 1859 heiratete er in erster Ehe Penelope Mary Gertrude Smyth († 1879), Tochter von Lieutenant-General Sir John Rowland Smyth (1803–1873) und seiner Tante Catherine Alice Abbott († 1865). Aus dieser Ehe gingen die drei Töchter Audrey Mary Florence Abbott (1861–1945), Geraldine Alice Ellen Abbott (1863–1919) und Gwen Elca Violett Abbot (1868–1891) und der Sohn Charles Stuart Henry Abbott (1865–1939) hervor, der bei seinem Tod 1882 den Titel als 4. Baron Tenterden erbte.
Nach dem Tod seiner ersten Gattin heiratete Abbott am 13. Januar 1880 in zweiter Ehe Emily Mary Bailey († 1928), Tochter von Charles Bailey. Diese Ehe blieb kinderlos.

## Veröffentlichung
- Naturalization and allegiance. Memorandum, London 1868
- Charles Stuart Aubrey Abbott, Baron Tenterden, correspondence, 1871